# Arlington, Oregon
Arlington är en ort i Gilliam County i Oregon. Vid 2010 års folkräkning hade Arlington 586 invånare.